# モノポリー (1991年のゲーム)
『モノポリー』(Monopoly)は、1991年に発売されたコンピュータゲームソフトである。実在のボードゲーム「モノポリー」を題材としたゲームで、Nintendo Entertainment System(NES)で発売されたのち複数の機種に移植された。本記事では、スカルプチュアソフトウェアにより開発された作品群について扱う。
日本において発売されたスーパーファミコン用ソフト『モノポリー』と『ザ・モノポリーゲーム2』とは開発・発売元が異なるゲームである。（後述）

## ゲーム内容
コンピュータゲームならではの特徴として、ボードゲームでは煩雑になりがちなダイスを振ってコマを移動する、金銭の授受、競売の競り子といった部分がコンピュータに一任されていることが挙げられる。プレイヤーは2～8人でプレイでき、そのうち一部プレイヤーはCPUを割り当てることができる。ゲーム開始時に各プレイヤーは伝統的なモノポリーのコマである帽子・手押し車・アイロン・馬・車・靴・指貫・犬の8つから選ぶ。ゲームの目標は、できるだけ多くの土地を購入し、土地に家やホテルを建てて、他のプレイヤーからレンタル料（家賃）を請求し、最終的に破産に追い込むことである。

## システム
ボードゲームとしてのモノポリーと基本的に同一のルール（1991年当時のもの）を採用している。CPUプレイヤーが8人用意されており、人間が操作を担当しないプレイヤーはこの8人から選ぶ。プレイ中は、セレクトボタンを押すことでメニュー画面を表示でき、そこから交渉、家を建てるなどといった行動ができる。プレイヤーにCPUがいる場合はCPUから交渉を持ちかけられる、CPU同士で交渉が行われる場合もある。
- 競売で1回の入札でいくら価格を上げるかは自動で決まり、一気に入札額を上げることはできない。
- レンタル料を現金で払えない場合は家・ホテルの売却か土地を抵当に入れるかして現金を作らねばならない。仮破産交渉は採用していないため現金が足りない状態で土地を他プレイヤーに売る交渉はできず、現金を用意できなければ破産するしか選択肢がなくなる。
- 破産時には破産したプレイヤーが持っていた現金や権利書はすべて破産させたプレイヤーのものとなる。銀行破産時（チャンスカードや共同基金カード、所得税・物品税、刑務所出所時の支払いで破産した場合）は破産したプレイヤーが持っていた権利書は競売となる。
- 家の購入時には、家が建てられる前に数秒の受付時間があり、この間に別のプレイヤーが割り込んで家を買う表明ができる。この時、残りの家の数が足りない場合は家の競売となる。

その他の特徴として、制限時間の設定や、ボードの編集機能としてゲーム開始前にゲーム開始時の各プレイヤーの資金を変更する、コマのスタート位置を変更する、あらかじめ土地を所持する、あらかじめ家やホテルを建てておくといったことができ、またスペシャルゲームとしてあらかじめこれらの設定が行われたボードをロードしてゲームを開始することもできる。

## 批評
オールゲームのEarl Greenは、素材となるボードゲームのモノポリーの「視覚的本質を捉えている」ため、モノポリーの「より優れた翻訳の1つ」だと判断した。Just Games Retroは、モノポリーが元々抱えている一回のゲームが長過ぎる、面倒、一定数のプレイヤーが必要である、ゲームが中断できず全体を一度で完了する必要があるなどの問題を解決し、銀行係の役割などの多くの要素がデジタル化されていることによりゲームプレイが合理化されていると論じた。Pocket Magazineは、GBC版のレビューで一回のプレイの短さを指摘しながらも、ゲームプレイ・グラフィック・サウンドを賞賛し、オリジナルのボードゲームに忠実であるとみなした。Sega-16は、ボードゲームのモノポリーで使用する様々な道具を組み立てたり片づけたりする面倒な作業を必要とせずにモノポリーの面白さが提供されていると述べた。GameColaは、このゲームを気に入ったと述べるも、より多くの人数に対応し、ゲーム設定の変更にさらに対応しもう少し優れたAI思考があればよかったと考えている。IGNは、一人プレイには良いゲームだが、複数人でのプレイには適さないと記している。
Entertainment Weeklyはこのゲームに「C-」を与え、CPUの対戦相手が動き出すのにそれぞれ10～15秒かかり、そのためにゲーム進行がかなり遅くなったと書いている。

## 移植
本作は元はNES用ソフトとしてアメリカで製作され、スカルプチュアソフトウェアが開発を行い、ボードゲームのモノポリーのメーカーであるパーカー・ブラザーズ自身が販売を担った。その後日本語にローカライズされていくつかの機種に移植された。日本ではSNES版とGenesis版は移植されず、日本においてはスーパーファミコンで本作の移植ではなくエイプ開発の『モノポリー』と『ザ・モノポリーゲーム2』が発売されている。

### ファミリーコンピュータ版
1991年11月1日リリース。販売は日本でボードゲームのモノポリーの販売も行っていたトミー。

### ゲームボーイ版
1991年12月20日リリース。販売はトミー（北米ではNES版と同じくパーカー・ブラザーズ販売）。モノクロであるためカラーグループの判別がしづらい、解像度が小さいため権利書に記載されている内容がスクロールしないと見えない、自身の権利書の所有状況の表示部分が省略されメニュー画面からでないと確認できないという制約があるが、ゲーム内容そのものはNES/ファミリーコンピュータ版とほぼ変わらない。ただし参戦できるプレイヤーの数は4人までとなっている。

### ゲームボーイカラー版
『ゲームボーイモノポリー』のタイトルで1998年にリリース。スーパーゲームボーイとゲームボーイカラーでのカラー化に対応している以外はゲームボーイ版とゲーム内容に違いが無い。販売はハズブロージャパン（北米はHasbro Interactive）。

### SNES/Genesis版
ともに日本未発売。1992年にリリース。BGMが変更され、CPUとして選べる8人のNPCも名前が変わっている。コマの移動時に背景が表示されるなど全体的に演出重視となった反面、NES版と比べゲームの進行が遅くなるといった弊害も見られた。